# 塩崎遵
塩崎 遵（しおざき じゅん、1978年 - ）は映画、テレビドラマの監督である。日本映画学校（現・日本映画大学）映像課卒業。東京都出身。

## 監督作品

### オリジナルビデオ
- 2010年 『裁判長!トイレ行ってきていいすか』
- 2011年 『本当は聞きたくない!山の怖い話』
- 2011年 『はらぺこヤマガミくん』

### テレビドラマ
- 2014年 『なぜ東堂院聖也16歳は彼女が出来ないのか?』（名古屋テレビ）
- 2024年 『めぐる未来』（読売テレビ・日本テレビ）

### PV
- 2012年 『サクライロ』斎藤工
- 2014年 『あなたを想う風』HY

## 助監督作品

### 映画
- 2002年 『蛇イチゴ』
- 2002年 『カクト』
- 2003年 『呪怨』
- 2003年 『呪怨2』
- 2003年 『17歳〜青春の旅立ち』
- 2003年 『偶然にも最悪な少年』
- 2005年 『ZOO』
- 2005年 『空中庭園』
- 2005年 『ロケットパンチを君に!』
- 2006年 『紙屋悦子の青春』
- 2006年 『THE JUON』
- 2007年 『そのときは彼によろしく』
- 2007年 『舞妓Haaaan!!!』
- 2008年 『L change the WorLd』
- 2008年 『略奪愛』
- 2008年 『百万円と苦虫女』
- 2008年 『東京残酷警察』
- 2009年 『ララピポ』
- 2009年 『激情版エリートヤンキー三郎』
- 2009年 『悪夢のエレベーター』
- 2010年 『裁判長!ここは懲役4年でどうすか』
- 2010年 『HellDriver』
- 2011年 『映画怪物くん』
- 2011年 『富江アンリミテッド』
- 2012年 『ぱいかじ南海作戦』
- 2012年 『ツナグ』
- 2013年 『めめめのくらげ』
- 2013年 『Miss Zombie』
- 2013年 『げんげ』
- 2014年 『劇場版TRICKラストステージ』
- 2014年 『想いのこし』
- 2015年 『【ら】』
- 2015年 『チキンズダイナマイト』
- 2015年 『虎影』
- 2015年 『天の茶助』
- 2015年 『ヒロイン失格』
- 2016年 『オケ老人!』
- 2016年 『湯を沸かすほどの熱い愛』
- 2016年 『オー・マイ・ゼット!』
- 2017年 『ピーチガール』
- 2017年 『全員死刑』
- 2018年 『パパはわるものチャンピオン』
- 2018年 『音量を上げろタコ！なに歌ってんのか全然わかんねぇんだよ！！』
- 2018年 『億男』
- 2019年 『108〜海馬五郎の復讐と冒険〜』
- 2020年 『浅田家!』
- 2020年 『約束のネバーランド』
- 2021年 『サマーフィルムにのって』
- 2021年 『かぐや様は告らせたい〜天才たちの恋愛頭脳戦〜』
- 2022年 『CUBE 一度入ったら、最後』
- 2022年 『決戦は日曜日』

### Vシネマ
- 2001年　『実録・夜桜銀次』

### テレビ
- 2001年 TBS 『ハンドク!!!』
- 2002年 TBS 『愛なんていらねえよ、夏』
- 2003年 TBS 『Stand Up!!』
- 2004年 TBS 『世界の中心で、愛をさけぶ』
- 2008年 WOWOW 『紺野さんと遊ぼう』
- 2014年 『TRICK新作スペシャル３』
- 2017年 『A LIFE〜愛しき人〜』